# 鹿背山城
鹿背山城（かせやまじょう）は、京都府木津川市鹿背山字鹿曲田（旧・山城国相楽郡）にあった中世の日本の城。

## 概要
標高136メートルの通称「城山」の山頂に位置する。遺構は東西350メートル、南北300メートルにわたり、南山城地域で最大級の規模の城郭だった。
文明11年（1479年）10月、「木津執行」が「加世山に引退了」との記述が『大乗院寺社雑事記』にあることや、木津氏の子孫の系譜に「出丸城、鹿背山北ニ置二カ所」と記されていることなどから、鹿背山には木津氏の置いた出城のようなものがあったと推測される。
永禄11年（1568年）9月には、多聞院英俊の使いが三好宗渭の軍勢に攻められ「カセ山」に逃げ込んでおり（『多聞院日記』）、鹿背山城は三好宗渭ら三好三人衆と敵対する松永久秀方の城だったと考えられる。永禄2年（1559年）に大和に侵攻して以降、松永久秀は大和を支配しており、鹿背山城はその北側の守りを担う城だったとみられ、今に残る遺構は久秀による修築の結果と考えられる。
天正2年（1574年）4月には「カツ山ノ城」が落ちたとの記事が『多聞院日記』にある。この「カツ山」が「カセ山」を指し、この時鹿背山城が落城した可能性がある。

## アクセス

### 鉄道
JR西日本
- 木津駅（関西本線・片町線・奈良線）：徒歩20分